# Altendahl (Kürten)
Altendahl ist ein Wohnplatz in der Gemeinde Kürten im Rheinisch-Bergischen Kreis.

## Lage und Beschreibung
Der Ort liegt auf rechter Seite auf dem Weg von Biesfeld nach Eichhof.

## Geschichte
Ab der Preußischen Neuaufnahme von 1892 ist er auf Messtischblättern regelmäßig als Altendahl verzeichnet. Seinerzeit gehörte Altendahl zur Bürgermeisterei Kürten. Die Gemeinde- und Gutbezirksstatistik der Rheinprovinz führt Altendahl 1871 mit drei Wohnhäusern und 18 Einwohnern auf. Im Gemeindelexikon für die Provinz Rheinland von 1888 werden drei Wohnhäuser mit 16 Einwohnern angegeben. 1895 hatte der Ort drei Wohnhäuser und 14 Einwohner. 1905 besaß der Ort drei Wohnhäuser und zwölf Einwohner und gehörte konfessionell zum katholischen Kirchspiel Biesfeld.
1927 wurden die Bürgermeisterei Kürten in das Amt Kürten überführt. In der Weimarer Republik wurden 1929 die Ämter Kürten mit den Gemeinden Kürten und Bechen und Olpe mit den Gemeinden Olpe und Wipperfeld zum Amt Kürten zusammengelegt. Der Kreis Wipperfürth ging am 1. Oktober 1932 in den Rheinisch-Bergischen Kreis mit Sitz in Bergisch Gladbach auf.
1975 entstand aufgrund des Köln-Gesetzes die heutige Gemeinde Kürten, zu der neben den Ämtern Kürten, Bechen und Olpe ein Teilgebiet der Stadt Bensberg mit Dürscheid und den umliegenden Gebieten kam.